# 银河战士II 萨姆斯的回归
《银河战士II 萨姆斯的回归》是一款由任天堂于1991年在Game Boy制作和发行的动作冒险类游戏。本作是银河战士系列的第二款，且是手提设备的第一作。本游戏于1991年在北美地区发行，次年在日本和欧洲地区发行。《银河战士II》的故事由主角萨姆斯·艾仁开始，她要前去摧毁他们在SR388星球上的密特罗德。这个需要在星际海盗夺取和使用密特罗德之前完成。
《银河战士II》是一款动作冒险类游戏，玩家需要控制在虚幻星球SR388上的萨姆斯。在这个横向卷轴游戏中，玩家需要通过萨姆斯的武器来消灭密特罗德而前进。
游戏在任天堂3DS上先后发售了Virtual Console版本和完全重制版本《银河战士：萨姆斯归来》（Metroid: Samus Returns）。